# Patricia Conde Galindo
Patricia Conde Galindo (Valladolid, 5 d'octubre de 1979) és una actriu, humorista, model i presentadora espanyola.
És la germana mitjana de tres germans més. Va començar a treballar com a model als 14 anys. En 1999, es va presentar al Certamen de "Miss Espanya", com a Miss Palència. Aquesta va ser la clau que li va obrir la porta al món de la televisió, on poc després hi va començar a treballar. Va destacar des dels seus inicis com a reportera i col·laboradora del famós programa de Telecinco "El Informal", denotant ja des dels seus inicis un gran sentit de l'humor i simpatia. No ha parat quieta des de llavors en el mitjà de la televisió, però també ha fet d'actriu de teatre i cinema. El 2007 va rebre el premi 'Antena de Oro', juntament amb Susanna Griso i Iñaki Gabilondo. Ha estat guardonada amb el premi com a millor presentadora de programa d'entreteniment als Premis ATV 2006 juntament amb Ángel Martín, amb qui va conduir Sé lo que hicisteis.... El dissabte 30 de juny de 2012 es casarà a Esporles amb l'empresari mallorquí Carlos Seguí, després de dos anys de noviatge.

## Televisió
- El informal, Telecinco, 2000-2002
- El club de la comedia, Canal Plus
- Lady Kaña, Telemadrid, 2004
- Un domingo cualquiera, TVE, 2004 amb Ramón García
- Nuestra mejor canción, TVE, 2004 amb Concha García Campoy
- Splunge, TVE, 2005
- 7 días al desnudo, Cuatro, 2005-2006
- Sé lo que hicisteis la última semana / Sé lo que hicisteis..., la Sexta, 2006-2011

## Teatre
- 5 mujeres.com
- Noche de cómicos
- Los 39 escalones (adaptació de la pel·lícula d'Alfred Hitchcock).

## Filmografia
- La Kedada
- Tweester Links

## Premis
L'any 2007 rebé el premi Antena d'Or, juntament amb Susanna Griso i Iñaki Gabilondo. També rebé el premi com a millor presentadora de programes d'entreteniment als Premis ATV 2007, premi que aconseguí amb Ángel Martín. A l'edició dels Premis TP d'Or 2008 fou guardonada amb el premi a la millor presentadora de varietats i espectacles.